# Джонс, Гарри
Сэр Генри Дэвид Джонс (англ. Henry David Jones; 14 марта 1791 или 14 марта 1792, Landguard Fort — 4 августа 1866, Сэндхарст, Беркшир) — офицер британской армии, генерал, участник Крымской (Восточной) войны. Начальник Королевского военного колледжа в Сандхерсте. Рыцарь Большого креста Ордена Бани.

## Биография
Он был пятым сыном Джона Джонса и его жены Мэри, дочери Джона Робертса, эсквайра, братом генерал-майора сэра Джона Томаса Джонса и дядей сэра Уиллоуби Джонса.
Получив образование в Королевской военной академии в Вулидже, Джонс был произведён в офицеры корпуса Королевских инженеров в сентябре 1808 года. В 1809 году он участвовал в атаке на крепость Флиссингена во время Голландской экспедиции британской армии. Затем он принял участие в обороне Кадиса в 1809 году, осаде Бадахоса в 1812 году в Испании, битве при Витории в 1813 году в Пиренейскую войну и битве при Нивеле в 1813 году. Он был ранен, когда командовал передовым отрядом во время первого штурма при осаде Сан-Себастьяна в сентябре 1813 года.
В феврале 1815 года он находился в армии под командованием генерала Джона Ламберта на острове Дофин, штат Алабама, и был отправлен в Новый Орлеан со специальным заданием по передаче белого флага.
По возвращении в Европу он был в составе армии в Нидерландах, высадившейся в Остенде 18 июня 1815 года. Он был назначен командующим инженером, отвечающим за укрепления на Монмартре, после входа британских войск в Париж под командование герцога Веллингтона. Джонс был назначен комиссаром при Прусской оккупационной армии во Франции в 1816 году. Был отправлен со специальной миссией в Константинополь в 1833 году.
Он был назначен комиссаром муниципальных границ в Англии в 1835 году, председателем совета общественных работ в Ирландии в 1845 году и директором Королевской военно-инженерной школы в Чатеме с 1851 года.
Был участником Крымской войны, командовал британскими войсками в битве при Бомарсунде на Аландских островах на Балтике в сентябре-августе 1854 года, а затем командовал войсками Королевского инженерного корпуса при осаде Севастополя. После этого он получил османский орден Меджидие 2-й степени, Балтийскую медаль и Крымскую медаль с застежкой.
В 1856 году он стал начальником Королевского военного училища в Сандхерсте. Он был избран почетным доктором гражданского права (DCL) Оксфордского университета, почетным полковником четвёртого батальона добровольцев Чеширских стрелков. В 1859 году он был назначен в Королевскую комиссию по обороне Соединённого Королевства, рекомендации которой побудили начать масштабную программу крепостного строительства для британских военно-морских верфей.
Он умер после болезни 4 августа 1866 года и похоронен на кладбище в Королевской военной академии Сандхерст.

## Карьера в крикете
Джонс был членом команды Мидлсекса. В матче высшей лиги в 1826 году, в общей сложности добился 7 пробежек с наибольшим счетом 6 и один раз поймал.

## Семья
В 1824 году Джонс женился на Шарлотте, дочери преподобного Томаса Хорнсби, викария Равенсторпа в Питерборо и ректора Ходдесдона. В браке у него было шесть сыновей и пять дочерей. Его старший сын, Гарри Валетт Джонс, умер в 1863 году; его второй сын, капитан Артур Джонс, служил во 2-м Западно-Индийском полку, умер на побережье Африки в 1861 году. Его четвёртый сын, Монтегю Хорнсби Джонс, эсквайр, прапорщик 84-го полка, умер в 1859 году.

## Память
Мемориал командующих в часовне Королевской военной академии в Сандхерсте содержит в том числе такие строки: Памяти генерал-лейтенанта сэра Гарри Д. Джонса, Рыцаря Большого креста Ордена Бани, из корпуса Королевских инженеров, который умер в должности начальника этого Королевского военного училища 22 августа 1866 года. Эта табличка была воздвигнута его братьями по оружию в знак восхищения его характером и выдающимися заслугами.